# Trotro
Trotro ou l’âne Trotro, est une série de livres de littérature-jeunesse créé par Bénédicte Guettier et publiés par Calmus Maxi depuis 2000. La série compte plus de cent-cinquante volumes.
L'Âne Trotro a fait l'objet d'une série télévisée d'animation française en 78 épisodes de 4 minutes, réalisée par Storimages et 2Minutes et diffusée depuis le 23 octobre 2004 sur France 5. En bretagne, la série a été doublée en breton et diffusée à partir du 28 septembre 2021 sur BreizhVOD
L'âne Trotro est également adapté en comédie musicale sous le titre Trotro fait son cirque qui s'est joué aux Folies Bergère à Paris du 5 novembre 2014 au 3 décembre 2015,. Une tournée dans toute la France a également eu lieu d'octobre 2015 à novembre 2016[réf. nécessaire].

## Personnages
Trotro
L'âne Trotro est un petit âne gris avec une jolie crinière blanche. Espiègle et enthousiaste, il voit toujours le bon côté des choses et ne manque pas une occasion de s'amuser. Il n'est pas très ordonné mais a beaucoup d'imagination. Il adore jouer dans les flaques d'eau et déteste prendre son bain et manger des sardines.
Papa
Il adore jouer avec Trotro.
Maman
Pleine d'humour, elle rit souvent des petites bêtises de Trotro.
Nounours
Le doudou de Trotro.
Lili
La meilleure amie de Trotro, elle joue souvent avec lui.
Nana
C'est l'amoureuse de Trotro, elle a une belle crinière bouclée. Elle rend Trotro un peu timide.
Boubou
Meilleur ami de Trotro.
Zaza
La petite sœur de Trotro. Elle marche à peine mais a déjà son petit caractère.(Zaza apparait seulement dans les livres et pas dans la série)
Le chien
Dans Trotro et la Pluie, c'est un chien qui regarde Trotro faire ses glissades.
Tutu
C'est la tortue de Trotro.
Chouchou
C'est le chat tigré de Trotro.

## Série télévisée
Trotro est une série télévisée d'animation française en 78 épisodes de 3 minutes 30, réalisée par Éric Cazes et Stéphane Lezoray, produite par Storimages et 2 Minutes et diffusée depuis le 23 octobre 2004 sur France 5 dans Midi les Zouzous, elle est aussi diffusée sur Piwi depuis 2005 et TV5 Monde.

### Synopsis
La série met en scène Trotro, un petit âne gris, avec ses amis Lili, Boubou et Nana, tous trois des ânons, dans des scènes de la vie quotidienne.

### Fiche technique de la série télévisée
- Titre : Trotro
- Réalisation : Éric Cazes et Stéphane Lezoray
- Scénario : Marie-Luz Drouet (supervision) d'après les livres de Bénédicte Guettier
- Décors : Évelyne Badami
- Storyboards : Cécile Lavocat, Emilie Van Liemt, Jean-Pierre Tardivel
- Animation : Michael Bataille, Stéphanie Delmas, Philippe Grivot, Stéphanie Kloutz, Olivier Nicolas, François Bertin
- Musique : Francis Médoc, Frédéric Durieux (chanteurs du groupe ZUT)
- Production : Odile Limousin, Delphine Pialot, Jean-Michel Spiner
- Sociétés de production : Storimages, 2 Minutes
- Nombre d'épisodes : 78 (2 saisons)
- Durée : 3 minutes
- Date de première diffusion : 2004 (France 5)

### Personnages
- Trotro : Le personnage principal.
- La mère de Trotro : Elle donne un amour inconditionnel à son fils et prend beaucoup soin de lui.
- Le père de Trotro : Il aide Trotro à apprendre et grandir. Il est intelligent et aime parfois lire.
- Nounours : L'ours en peluche de Trotro.
- Lili : La meilleure amie de Trotro. Ils jouent toujours ensemble.
- Boubou : Le meilleur ami de Trotro. Il court très vite.
- Nana : L'amoureuse de Trotro. Elle aime beaucoup ce dernier.

### Voix françaises
- Gwenvin Sommier : l'âne Trotro
- Florine Orphelin : Lili
- Muriel Flory : la mère de Trotro
- Vincent Jaspard : le père de Trotro
- Caroline Combes : Nana
- Simon Koukissa : Boubou
- Version originale
  - Direction artistique : Valérie Siclay

### Épisodes

#### Saison 1
1. Trotro joue à cache-cache
2. Trotro a un beau cartable
3. Trotro est un petit monstre
4. Trotro sait lire
5. Trotro fait les courses
6. Trotro musicien
7. Trotro et la pluie
8. Trotro joue dans son lit
9. Trotro est amoureux
10. Trotro fait de la soupe
11. Trotro range sa chambre
12. Trotro lave Nounours
13. Trotro et le poisson
14. Trotro et le sapin de Noël
15. Trotro ne veut pas prêter
16. Trotro fait de la luge
17. Trotro fait la sieste
18. Trotro est gourmand
19. Trotro et son lit
20. Trotro se déguise
21. Trotro fait sa toilette
22. Trotro s'habille
23. Trotro et le compliment
24. Trotro fait du vélo
25. Trotro et le goûter sur l'herbe
26. Trotro et son seau
27. Trotro et le bonhomme de neige
28. Trotro fait un gâteau
29. La Photo de Trotro
30. Allô Trotro ?
31. Trotro petit clown
32. Trotro dessine
33. Trotro retrouve Nounours
34. Trotro épate Nana
35. Trotro est un petit papa
36. Trotro arrose
37. Trotro et le hérisson
38. Trotro fait du roller
39. Trotro et le poisson rouge

#### Saison 2
1. Trotro champion de judo
2. Trotro et le sac porte-bonheur
3. Trotro et la tortue
4. Trotro apprend à danser
5. Trotro est de mauvaise humeur
6. Trotro et l'anniversaire de Nana
7. Trotro et le cerf-volant
8. Pas maintenant, Trotro !
9. La Cabane de Trotro
10. Trotro et son orchestre
11. Trotro et le sifflet
12. Trotro et la boîte à secrets 🤫
13. Quand Trotro sera grand
14. Le Bouquet de Trotro
15. Chut Trotro 🤫!
16. Trotro est un bébé
17. Trotro sait faire tout seul
18. Trotro fait de la peinture
19. Trotro joue avec ses pieds
20. Trotro veut un bonbon
21. Trotro part en vacances
22. Trotro et l'oiseau
23. Trotro petit jardinier
24. Trotro et le potager
25. Le Bain de Trotro
26. Trotro et le nid
27. Trotro fait la course
28. Trotro est gentil
29. Trotro et le château de sable
30. Trotro est un grand
31. La Maison de Trotro
32. Trotro et la chasse au trésor
33. Trotro et le jeu de la marchande
34. Trotro et la pêche à la ligne
35. Trotro trottine
36. Trotro fait tout pareil
37. Le Zoo de Trotro
38. Trotro fait des bulles
39. Trotro et les cadeaux de Noël